# Orpington (London)

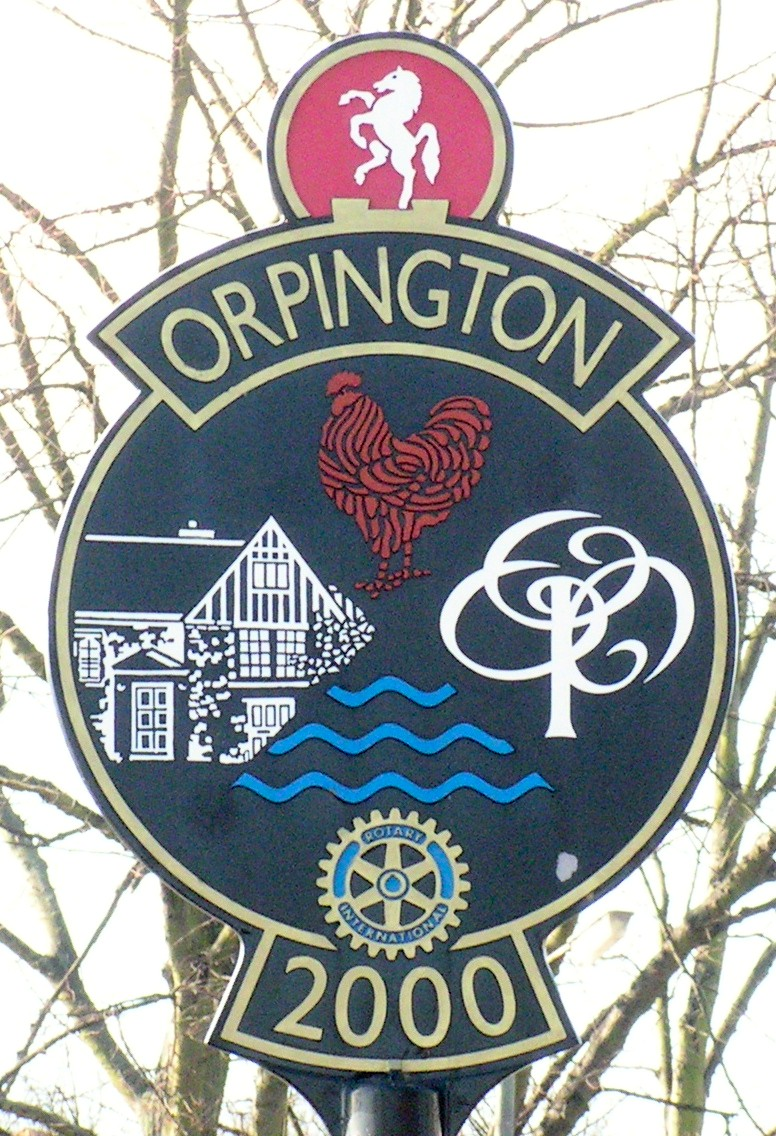

Orpington ist ein Wohnbezirk in Südlondon, England. Es gilt als eines von 35 größeren Zentren im Großraum London und gehörte früher zu Kent. Nach dem Ort benannt sind u. a. die Hühnerrasse Orpington, die hier erzüchtet wurde, und eine Automarke. 

## Persönlichkeiten
- Dina Asher-Smith (* 1995), Sprinterin
- Jonathan Haggerty (* 1997), Muay Thai Kämpfer